# Хаузер, Дэн
Дэниел Хаузер (англ. Daniel Houser; род. в ноябре 1973 года в Лондоне, Англия, Великобритания) — британский продюсер и разработчик компьютерных игр, а также сооснователь (вместе со своим братом Сэмом) и творческий вице-президент Rockstar Games (до 2020 года). Кроме продюсирования видеоигр, Хаузер известен в качестве главного сценариста Rockstar Games и ведущего сценариста в играх Bully, Red Dead Redemption и Max Payne 3. Он также написал, или написал в соавторстве, сценарии почти ко всем играм из серии Grand Theft Auto.

## Биография
Хаузер родился в Лондоне в семье солиситора Уолтера Хаузера и актрисы Джеральдины Моффат. Получил образование в школе Святого Павла в Лондоне и в Оксфордском университете. В школе Святого Павла Дэн и его брат Сэм встретили Терри Донована, который позже стал соучредителем Rockstar Games вместе с ними. Братья мечтали о карьере рок-звёзд. Вырастая вблизи видеотеки в Лондоне, они просматривали многие американские криминальные и культовые фильмы и спагетти-вестерны. Дэн Хаузер заявил, что он является поклонником фильма «Воины» режиссёра Уолтера Хилла. В 2005 году Rockstar Games выпустили игру The Warriors, основанную на этом фильме. 

### Начало карьеры и Rockstar Games
В 1995 году Хаузер устроился на неполный рабочий день в BMG Interactive по тестированию CD-ROM, хотя он не был штатным сотрудником до 1996 года. Позже Дэн и Сэм, получив превью, заинтересовались видеоигрой под названием Race’n’Chase, которая разрабатывалась DMA Design. Хаузеры выбрали BMG Interactive в качестве издателя Race’n’Chase и изменили название игры на Grand Theft Auto. После приобретения BMG Interactive компанией Take-Two Interactive в 1998 году, Хаузер и его брат переехали в Нью-Йорк, где они основали Rockstar Games. На его работу повлияли такие 3D-игры, как Mario и The Legend of Zelda на Nintendo 64.
Дэн Хаузер работал как продюсер Grand Theft Auto, а также как сценарист и актёр озвучивания для игр серии. Несмотря на их культовый статус как создателей Grand Theft Auto, одной из самых успешных видеоигровых франшиз всех времён, Дэн и его брат Сэм уклонялись от статуса знаменитостей и сосредотачивали внимание СМИ на бренде Rockstar Games. В 2009 году Дэн и Сэм Хаузеры появились в журнале Time в списке ста наиболее влиятельных людей, заняв в нём сорок третье место.
В 2015 году вышел фильм «Переломный момент» о юридической вражде между Rockstar Games и адвокатом Джеком Томпсоном. Дэна сыграл Иэн Кейр Эттард.
В феврале 2020 года материнская компания Rockstar Games, Take-Two Interactive, объявила об уходе Хаузера из Rockstar Games. 11 марта 2020 года Дэн покинул компанию. Причина ухода не сообщается.

### Absurd Ventures
В феврале 2021 года Хаузер зарегистрировал две компании в Делавэре: Absurd Ventures LLC и Absurd Ventures in Games LLC, у последней была дочерняя компания, расположенная в Олтрингеме. Хаузер указан как продюсер и креативный директор данных компаний. В июне 2023 года Хаузер официально объявил о своём участии в студии, которая, по его словам, будет создавать новые вселенные в сферах видеоигр, книг, графических романов, подкастов, игрового кино и анимации.
В ноябре 2023 года стало известно, что Лазло Джонс и Майкл Ансворт присоединились к компании Хаузера в качестве исполнительного продюсера и главного сценариста соответственно. Компания также анонсировала свои первые проекты: графический роман под названием «American Caper» и аудиосериал под названием «A Better Paradise».

## Личная жизнь
Дэн Хаузер женат на предпринимательнице Кристине Якубяк, пара имеет троих детей. В 2012 году Хаузер купил дом в Бруклине, который когда-то принадлежал писателю Трумену Капоте. В августе 2020 года Хаузер купил поместье за 16,5 млн. долларов в районе Брентвуд в Лос-Анджелесе. Также, Хаузер с женой владеют домом загородным домом вдоль деревни Саранак-Лейк в Нью-Йорке, построенным в 1920-х годах. 

## Игры

### Продюсер
- 1999 — Grand Theft Auto: London, 1969
- 2001 — Grand Theft Auto III
- 2002 — Smuggler’s Run 2: Hostile Territory (исполнительный продюсер)
- 2002 — Grand Theft Auto: Vice City
- 2004 — Grand Theft Auto: San Andreas
- 2005 — Grand Theft Auto: Liberty City Stories
- 2006 — Grand Theft Auto: Vice City Stories (исполнительный продюсер)
- 2009 — Grand Theft Auto: Episodes From Liberty City
- 2010 — Red Dead Redemption (исполнительный продюсер)
- 2011 — L.A. Noire (исполнительный продюсер)
- 2012 — Max Payne 3 (исполнительный продюсер)
- 2018 — Red Dead Redemption 2 (исполнительный продюсер)

### Сценарист
- 1999 — Grand Theft Auto: London, 1969
- 1999 — Grand Theft Auto 2
- 2001 — Grand Theft Auto III
- 2001 — Smuggler’s Run 2: Hostile Territory
- 2002 — Grand Theft Auto: Vice City
- 2004 — Grand Theft Auto: San Andreas
- 2005 — Grand Theft Auto: Liberty City Stories
- 2006 — Grand Theft Auto: Vice City Stories
- 2006 — Bully
- 2008 — Grand Theft Auto IV
- 2008 — Midnight Club: Los Angeles (диалоги)
- 2009 — Grand Theft Auto IV: The Lost and Damned
- 2009 — Grand Theft Auto: Chinatown Wars
- 2009 — Grand Theft Auto: The Ballad of Gay Tony
- 2010 — Red Dead Redemption
- 2010 — Red Dead Redemption: Undead Nightmare
- 2012 — Max Payne 3
- 2013 — Grand Theft Auto V
- 2018 — Red Dead Redemption 2

### Озвучивание
- 2000 — X-Squad
- 2001 — Grand Theft Auto III — пешеход
- 2002 — Grand Theft Auto: Vice City — говорящий по телефону на радио / диктор на «коммерческом» радио
- 2004 — Grand Theft Auto: San Andreas — голос на «коммерческом» радио
- 2005 — Grand Theft Auto: Liberty City Stories — голос на «коммерческом» радио